# Águia de sangue

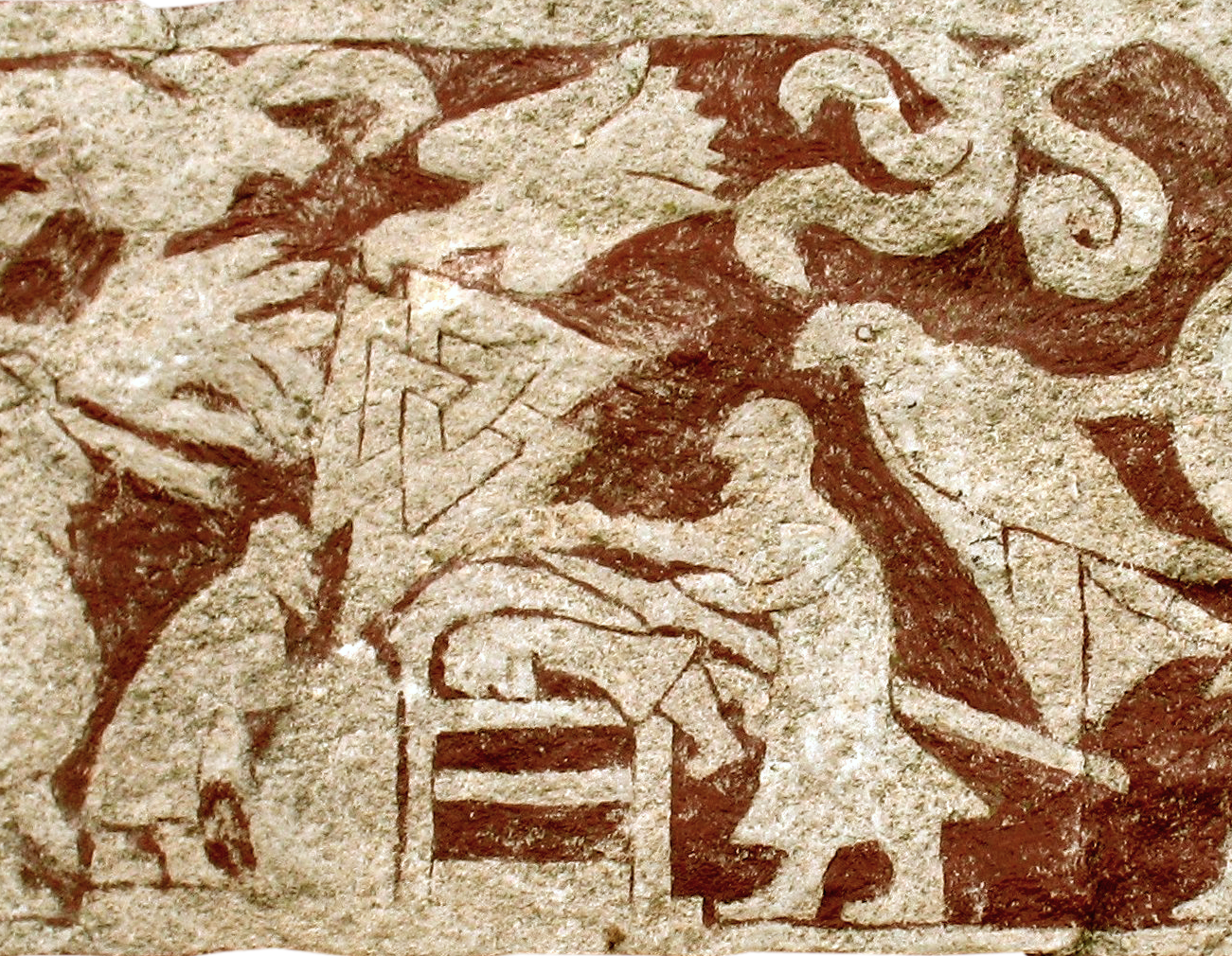
Detalhe de Stora Hammars I, Suécia, mostra um homem deitado de bruços com outro homem usando uma arma nas costas. Observe o símbolo triangular do Valknut acima, que teoricamente representa um estado de êxtase.

A águia de sangue é um método ritual de tortura e execução mencionado na poesia escáldica tardia de tribos nórdicas. De acordo com os dois casos mencionados nas Sagas, as vítimas (em ambos os casos, membros de famílias reais) foram colocadas em uma posição deitada, suas costelas cortadas da coluna com uma ferramenta afiada e seus pulmões puxados através da abertura para criar um par de "asas". Há um debate contínuo sobre se o rito foi uma invenção literária, uma tradução incorreta dos textos originais ou uma prática histórica autêntica.
Dois são os exemplos desse ritual na literatura nórdica, além de referências oblíquas que alguns interpretaram como referindo-se à mesma prática. As versões primárias compartilham certas semelhanças, e ambas vítimas são nobres: Halfdan Haaleg ou "Perna-Longa" que era um príncipe e Ela da Nortúmbria, um rei, tendo  ambas as execuções sido realizadas em retaliação ao assassinato de um pai.

## Einarr e Halfdan
Existem duas fontes que pretendem descrever a execução ritual de Halfdan "Perna-Longa" no final do século IX. Ambos foram escritos vários séculos depois dos eventos que retratam e existem em várias versões que se influenciaram mutuamente. Na saga Orkneyinga, a águia de sangue é descrita como um sacrifício a Odin. Ambas em Islandês: 
Þar fundu þeir Hálfdan hálegg, ok lèt Einarr rísta örn á baki honum með sverði, ok skera rifin öll frá hrygginum ok draga þar út lúngun, ok gaf hann Óðni til sigrs sèr.  ... Einarr os fez esculpir uma águia em suas costas com uma espada, e cortar todas as costelas da espinha, e tirar os pulmões de lá, e deu-a a Odin pela vitória que ele havia ganhado. 
O Heimskringla de Snorri Sturluson contém um relato do mesmo evento descrito na saga Orkneyinga, com Einarr realmente realizando o feito:
Þá gékk Einarr jarl til Hálfdanar; hann reist örn á baki honum með þeima hætti, em hann lagði sverði á hol við hrygginn ok reist rifin öll ofan alt á lendar, dró þar út lungun; var þat bani Hálfdanar. ... Depois, Earl Einarr foi até Halfdan e cortou a "águia de sangue" em suas costas, desta forma que ele enfiou sua espada em seu peito pela espinha dorsal e cortou todas as costelas até os lombos, e então puxou os pulmões; e essa foi a morte de Halfdan. 

## Os filhos de Ragnar Lodbrok e o rei Ela da Nortúmbria
Em "O conto dos filhos de Rágnar" (em islandês "Þáttr af Ragnars sonum"), o Rei Ivar, o Desossado, capturou o rei Ela da Nortúmbria, que matou o pai de Ivar, Ragnar Lodbrok. O assassinato de Ela da Nortúmbria, após uma batalha pelo controle de York, é descrito assim "Eles fizeram com que a águia ensanguentada fosse esculpida nas costas de Ela, e cortaram todas as costelas da espinha, e então arrancaram seus pulmões".
A águia de sangue é citada pelo poeta do século XI Sigvatr Þórðarson, que, em algum momento entre 1020 e 1038, escreveu um verso escáldico chamado Knútsdrápa que narra e estabelece que Ivar, o sem ossos, matou Ela da Nortúmbria e posteriormente cortou suas costas: "E Ívarr, o que morava em York, cortou as costas de Ela com [uma] águia."
O verso skáldico, um meio comum deos poetas nórdicos, pretendia ser enigmático e alusivo, e a natureza idiomática do poema de Sighvatr como uma descrição do que se tornou conhecida como águia de sangue é uma questão de discussão histórica, particularmente porque nas imagens nórdicas o águia foi fortemente associada a sangue e morte.
Saxo Grammaticus em "Gesta Danorum" livro 9, capítulo 5, conta o seguinte sobre Bjørn e Sigvard, filhos de Ragnar Lodbrok e do rei Ela: "Isso eles fizeram na hora marcada; e quando o capturaram, ordenaram que a figura de uma águia fosse cortada em suas costas, regozijando-se em esmagar seu inimigo mais cruel, marcando-o com o mais cruel dos pássaros. Não satisfeitos com a impressão de uma ferida nele, eles salgaram a carne mutilada."

## Outras descrições
Outra possível referência indireta ao rito aparece no texto de "Norna-Gests þáttr"  Existem duas estrofes de versos perto do final de sua seção 6, "Sigurd Felled the Sons of Hunding", onde um personagem que descreve eventos anteriores diz: "Agora, a águia de sangue/ Com uma espada larga/ O assassino de Sigmund/ Entalhou-a em suas costas/ Menos foram melhores/ Parentes de reis/ Que governavam a terra/ E alegravam o Corvo."

## Autenticidade
Discute-se se a águia de sangue foi historicamente praticada ou se foi um artifício literário inventado pelos autores que transcreveram as sagas. Não existem relatos contemporâneos do rito, e as poucas referências nas sagas ocorrem várias centenas de anos após a cristianização da Escandinávia. Alfred Smyth apoiou a historicidade do rito, afirmando que é claramente um sacrifício humano ao deus nórdico Odin. Ele caracterizou a descrição de St. Dunstan da morte de Ela da Nortúmbria como um "relato preciso de um corpo submetido ao ritual da águia de sangue".
Roberta Frank revisou as evidências históricas do rito em sua obra Viking Atrocity and Skaldic Verse: The Rite of the Blood-Eagle, onde ela escreve: "No início do século XIX, os vários motivos da saga - esboço de águia, divisão de costela, cirurgia pulmonar e o sal - foram combinados em sequências inventivas projetadas para o horror máximo". Ela conclui que os autores das sagas interpretaram mal os versos aliterativos que aludiam a deixar os inimigos de cara no campo de batalha, com as costas dilaceradas como carniça por pássaros necrófagos. Ela comparou os detalhes sinistros da águia de sangue aos folhetos do martírio cristão, como o que relata as torturas de São Sebastião, crivado tão cheio de flechas que suas costelas e órgãos internos ficaram expostos. Ela sugere que esses contos de martírio inspiraram mais exageros dos versos escáldicos mal compreendidos em um rito de morte e tortura exagerado, sem nenhuma base histórica real. David Horspool, em seu livro King Alfred: Burnt Cakes and Other Legends, embora não se comprometesse com a veracidade histórica do rito, também viu paralelos com os tratados de martírio. O artigo de Frank gerou um "debate animado".
Em As religiões pagãs das Ilhas Britânicas antigos : sua natureza e Legado, Ronald Hutton afirma que "o rito até então notório da "águia de sangue", a execução de um guerreiro derrotado, tendo suas costelas e os pulmões puxados para cima através de suas costas, mostrou ser quase certamente um mito cristão resultante da má compreensão de algum versículo mais antigo."